# Heteroscyphus iwatsukii
Heteroscyphus iwatsukii là một loài rêu tản trong họ Geocalycaceae. Loài này được (S. Hatt.) Piippo miêu tả khoa học lần đầu tiên năm 1989.